# Империя (телесериал)
«Импе́рия» (англ. Empire) — американская телевизионная мыльная опера, транслирующаяся каналом Fox в прайм-тайм с 7 января 2015 года. В центре сюжета находится семейная хип-хоп династия Лайонов и их компания Empire Entertainment. Сериал был создан Ли Дэниелсом и Дэнни Стронгом, тогда как Тимбалэнд выступил музыкальным продюсером, а Айлин Чайкен позже заняла пост шоураннера. Прайм-тайм мыльные оперы 1980-х «Даллас» и «Династия» послужили вдохновением для продюсеров при создании сериала.
В сериале задействован актёрский ансамбль во главе с Терренсом Ховардом и Тараджи П. Хенсон в ролях Люциуса и Куки Лайон. Дебютировав в середине сезона, «Империя» получила похвалу от критиков. Проект, с полностью афроамериканским актёрским составом, также дебютировал с рекордными для канала рейтингами (3,8 в демографической категории 18-49) и привлек к экранам почти 10 млн зрителей. 17 января 2015 года, после выхода лишь двух эпизодов, канал продлил сериал на второй сезон. Сериал оказался первым проектом со времен старта «Анатомия страсти» в 2005 году, который прибавлял в рейтингах после премьерного эпизода. Финал первого сезона привлёк к экранам 17,62 млн зрителей с рейтингом 6,9, показывая тем самым лучший результат для финала сезона на национальном телевидении за последние десять лет. По рейтинговым данным, рекордный 71 процент аудитории сериала составляют афроамериканцы. Выпущенный одновременно с этим альбом-саундтрек первого сезона возглавил чарты Billboard, обходя очередной альбом Мадонны.
Второй сезон был отмечен рейтинговым спадом, что, однако, не помешало сохранить сериалу позицию самой рейтинговой программы на телевидении. Сюжетные ходы также были восприняты зрителями и критиками не столь благосклонно как в ходе первого сезона. В январе 2016 года Тараджи П. Хенсон выиграла премию «Золотой глобус» за лучшую женскую роль в телевизионном сериале — драма за роль Куки, а ранее номинировалась на «Эмми» (проиграв Виоле Дэвис).
15 января 2016 года сериал был продлён на третий сезон. 11 января 2017 года сериал был продлён на четвёртый сезон, премьера которого состоялась 27 сентября 2017 года . 2 мая 2018 года сериал был продлён на пятый сезон, который вышел 26 сентября 2018 года.
1 мая 2019 года канал FOX продлил телесериал на шестой сезон. 13 мая канал объявил что шестой сезон станет для сериала финальным.

## Производство

### Концепция
19 сентября 2013 года было объявлено, что телесеть Fox купила сценарий безымянного пилотного эпизода, написанного Ли Дэниелсом и Дэнни Стронгом. Проект описывался как семейная драма, разворачивающаяся в хип-хоп бизнесе. Сестринские студии 20th Century Fox Television и Imagine Television были прикреплены к потенциальному проекту, а Брайан Грейзер и Фрэнси Кальфо — в качестве исполнительных продюсеров наравне с Дэниелсом и Стронгом. 23 января Fox заказал съемки пилотного эпизода, получившего название «Империя», а режиссёрское кресло занял Ли Дэниелс. Съемки пилотного эпизода проходили в марте 2014 года в Чикаго, а 6 мая канал заказал производство первого сезона сериала для трансляции в сезоне 2014—2015 годов. В ходе пилотного сезона проект стал фаворитом у продюсеров канала и они пообещали дать сериалу массивную маркетинговую кампанию, а также тайм-слот по средам после реалити-шоу American Idol. Из-за своего плотного графика, Дэниелс не смог в полной мере посвятить себя сериалу. 13 мая 2014 года Айлин Чайкен присоединилась к проекту в качестве шоураннера и исполнительного продюсера. Чайкен тогда не искала работы в чужом шоу, но после того, как её пилот не пошёл в производство согласилась на участие в проекте. При выборе шоураннера, Дэниелс искал такого же открытого гея как и он, и лесбиянка Чайкен в итоге после нескольких встреч с ним присоединилась к шоу.

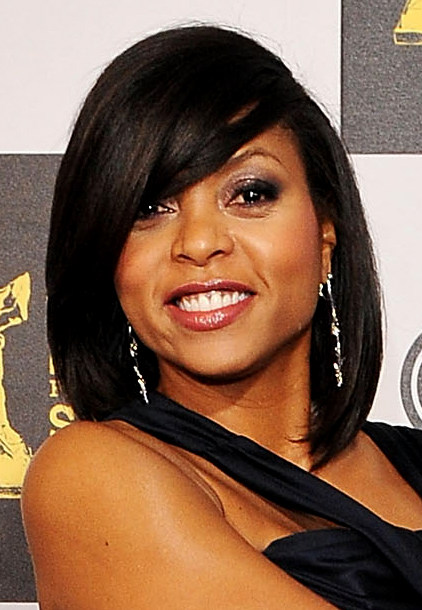
Тараджи П. Хенсон исполняет роль Куки Лайон

После заказа сериала в интервью журналу The Hollywood Reporter номинант на премию «Оскар» Ли Дэниелс сказал, что хотел сделать свою версию мыльной оперы 1980-х «Династия», но с полностью афро-американским актёрским составом. Также Дэниелс отметил, что музыкальная составляющая проекта схожа с кантри-драмой ABC «Нэшвилл», нежели с подростковым шоу Fox «Хор». Завязка сюжета в пилотном эпизоде в свою очередь была вдохновлена классическими пьесами «Король Лир» Уильяма Шекспира, и «Лев зимой» Джеймса Голдмена. Алексис Колби в исполнении Джоан Коллинз из «Династии» стала вдохновением для героини Тараджи П. Хенсон.

### Кастинг
Кастинг на основные роли начался в феврале 2014 года. Первым выбором Дэниелса на главные роли Куки Лайон и Люциуса Лайона стали Тараджи П. Хенсон и Уэсли Снайпс, но ему не удалось прийти к соглашению с представителями Снайпса. Хенсон тем временем согласилась на роль, но лишь если её партнером станет Терренс Ховард, с которым она десятилетием ранее снялась в фильме «Суета и движение». После совместных проб, 19 февраля 2014 года было объявлено, что Ховард будет играть основную мужскую роль бывшего наркоторговца, ставшего хип-хоп магнатом. Новость о подписании контракта Хенсон играть роль бывшей жены, которая семнадцать лет отсидела в тюрьме за торговлю наркотиками и теперь желающую вернуть свою долю в бизнесе, была объявлена 26 февраля. Одновременно с этим Джусси Смоллетт был утвержден на роль одного из трех их сыновей, который является геем. Открытый гей Дэниелс позже говорил, что взаимоотношения персонажа Смоллетта с отцом были основаны на личном опыте. Сцена-флэшбек из пилотного эпизода, в которой Люциус выбрасывает пятилетнего Джамала в мусорный бак когда тот переодевается в женскую одежду, по признанию Дэниэлса произошла с ним в детстве. 6 марта рэпер Браши Грэй получил роль младшего сына, который является любимцем отца. На следующий день было объявлено, что Малик Йоба присоединился к проекту в роли давнего друга Люциуса и председателя в Empire Entertainment. 10 марта к пилоту присоединилась Габури Сидибе (ранее снявшаяся в фильме Дэниэлса «Сокровище») в периодическом статусе трудолюбивой помощницы Люциуса, тогда как Трэй Байерс и Грейс Джили получили регулярные роли старшего сына с темными намерениями, и подруги Люциуса, соответственно. 11 марта Кэйтлин Даблдэй получила последнюю регулярную роль в пилоте, играя жену старшего сына, у которой есть свои планы по возведению мужа на пост главы Empire Entertainment
В дополнение к регулярному составу, несколько актёров позже присоединились к проекту в периодическом статусе. 18 марта 2014 года певица Мэйси Грэй подписалась играть одну из любовниц Хакима, тогда как Таша Смит присоединилась в роли сестры Куки. Ещё одна певица, Глэдис Найт, в сентябре присоединилась к шоу в роли беллетризированной версии себя. 29 сентября Наоми Кэмпбелл присоединилась с ролью немолодой женщины, которая имеет сексуальную связь с Хакимом. В следующем месяце Кортни Лав присоединилась в шоу в роли хард-рок исполнительницы, работающей с Empire Entertainment, а Кьюба Гудинг-младший, Дерек Люк и Джадд Нельсон были объявлены в качестве приглашенных звезд.

### Музыка
Музыкальным продюсером сериала является Тимбалэнд. Выпуском синглов из эпизодов на ITunes занялся звукозаписывающий лейбл Columbia Records. «No Apologies» в исполнении Джусси Смоллетта и Брайшера Грея стала первым синглом, выпущенным в декабре 2014 года. Альбом с песнями из первого сезона тем временем был выпущен 10 марта 2015 года, дебютируя под номером один в чарте Billboard 200, продавая 130 тысяч копий в первую неделю.

## Актёры и персонажи

### Основной состав
В сериале задействован актёрский ансамбль во главе с Терренсом Ховардом (в роли Люциуса Лайона, бывшего наркоторговца, ставшего хип-хоп магнатом и генеральным директором Empire Entertainment) и Тараджи П. Хенсон (в роли Куки Лайон, бывшей жены Люциуса и матери его троих детей, отсидевшей семнадцать лет в тюрьме за торговлю наркотиками). Трэй Байерс, Джусси Смоллетт и Брайшер Грэй исполняют роли детей Куки и Люциуса; финансового директора Empire Entertainment и образованного старшего сына Андре; среднего сына-гея и музыканта Джамала, ориентацию которого не принимает Люциус; и младшего, избалованного Люциусом Хакима, соответственно. Также в регулярных ролях задействованы Грейс Джили (в роли Аники Кэлхун, руководителя по поиску артистов в Empire Entertainment и невесты Люциуса), Кэйтлин Даблдэй (в роли Ронды Лайон, белой жены Андре, имеющей власть над ним) и Малик Йоба (в роли Вернона Тернера, близкого друга Люциуса и председателя в Empire Entertainment).
После первого сезона сериал покинул Малик Йоба. Между тем до основного состава были повышены Та’Ронда Джонс и Габури Сидибе, играющие роли Порши Тейлор и Бекки Уильямс, помощниц Куки и Люциуса, соответственно. Серайя Макнил, играющая молодую певицу Тиану Браун, позже также была повышена до основного состава.

### Второстепенный состав
- Нилла Гордон в роли Харлоу Картер, агента ФБР, которая работает с Куки.
- Кортни Лав в роли Элли Даллас, хард-рок исполнительницы в Empire Entertainment.
- Таша Смит в роли Кэрол Хардвэй, сестры Куки.
- Рафаэль де ла Фуэнте в роли Майкла Санчеса, парня Джамала.
- Наоми Кэмпбелл в роли Камиллы, немолодой любовницы Хакима.
- Антуан Маккей в роли Банки Кэмпбелла, кузен Куки, близкий друг Люциуса.
- Джадд Нельсон в роли Билли Баррети, владелец Creedmoor Entertainment, работавший с Люциусом в начале его карьеры.
- Дерек Люк в роли Малькольма Дево, начальника службы безопасности в Empire Entertainment.

## Эпизоды
| Сезон | Сезон | Эпизоды | Оригинальная дата выхода | Оригинальная дата выхода | Рейтинг Нильсена | Рейтинг Нильсена    |
| Сезон | Сезон | Эпизоды | Премьера сезона          | Финал сезона             | Ранк             | Зрители в США (млн) |
| ----- | ----- | ------- | ------------------------ | ------------------------ | ---------------- | ------------------- |
|       | 1     | 12      | 7 января 2015            | 18 марта 2015            | 5                | 17,33               |
|       | 2     | 18      | 23 сентября 2015         | 18 мая 2016              | 5                | 15,94               |
|       | 3     | 18      | 21 сентября 2016         | 24 мая 2017              | 23               | 10,37               |
|       | 4     | 18      | 27 сентября 2017         | 23 мая 2018              | 52               | 7.45                |
|       | 5     | 18      | 26 сентября 2018         | 8 мая 2019               | 68               | 6,28                |
|       | 6     | 18      | 24 сентября 2019         | 21 апреля 2020           | 80               | 4.04                |

## Реакция

### Отзывы критиков
Первый сезон был встречен с преимущественно положительными отзывами от критиков. Дебютировав в середине сезона, сериал получил похвалу от критиков, заработав на Rotten Tomatoes 79 процентов положительных отзывов (на основе 48 обзоров), отмечаясь как перспективная мыльная опера с увлекательными сюжетами и ярким актёрским составом во главе с Тараджи Хенсон. Тем не менее проект подвергался негативной критике за неоригинальность сюжетных линий и многочисленные клише. Большинство критиков высоко выделяли яркое присутствие Тараджи П. Хенсон на экране и владение каждым моментом в её сценах. Терренс Ховард тем временем был отмечен как неправдоподобный в роли хип-хоп магната актёр.

### Телевизионные рейтинги
Проект с полностью афро-американским актёрским составом дебютировал с рекордными для канала рейтингами (3,8 в демографической категории 18-49) за последние три года, а также поделил первое место по лучшему дебюту в сезоне с «Как избежать наказания за убийство». Сериал оказался первым проектом со времен старта «Анатомия страсти» в 2005 году, который прибавлял в рейтингах после премьерного эпизода. Финал первого сезона привлёк к экранам 17,62 млн зрителей с рейтингом 6,9, показывая тем самым лучший результат для финала сезона на национальном телевидении за последние десять лет. По рейтинговым данным, рекордный 71 процент аудитории сериала составляют афро-американцы.